# Nectriopsis lecanodes
Nectriopsis lecanodes är en svampart som först beskrevs av Vincenzo de Cesati, och fick sitt nu gällande namn av Diederich & Schroers 1999. Nectriopsis lecanodes ingår i släktet Nectriopsis och familjen Bionectriaceae.  Arten är reproducerande i Sverige. Inga underarter finns listade i Catalogue of Life.